# Aeroporto Internacional Diego Aracena
Aeroporto Internacional Diego Aracena (anteriormente conhecida Chucumata) está situado 45 quilômetros ao sul da cidade de Iquique, Chile, através do litoral Rota CH -- 1, o que representa uma baixa de 40 minutos de viagem a partir da cidade. A sua referência geográfica é 20 ° 32 'de latitude sul e 70 ° 10'de oeste; sua elevação a partir do mar é 47,85 metros. Sua pista de 3.350 metros de comprimento por 60 metros de largura, o que o torna o segundo aeroporto do país, superada apenas pelo Aeroporto Internacional Comodoro Arturo Merino Benítez de Santiago além de um taxiway Paralela (Alpha), 23 metros de largura, também é utilizado pelas facilidadesAir Force Base Los Cóndores.

## História
O primeiro aeroporto foi construído em 1973 para substituir o antigo aeródromos Cavancha, que foi inaugurado em março 25 1937, e foi convidado para o sul do sector na cidade. A partir deste aeródromo que partiu o 'primeiro voo comercial' entre Iquique e Santiago, através de um avião Avro748 Lan Chile, em 1969. Devido ao crescimento de Iquique aeródromo foi localizado no centro da cidade, o que causou uma série de transtornos, além de dominar muitos acidentes devido à sua pequena pista (1.780 metros).
O novo aeroporto, originalmente chamado Chucumata pela sua localização geográfica, teve um controlo torre e um celeiro que serviu como uma modesta área de embarque e desembarque. Os passageiros tiveram de caminhar até uma das faces da laje estacionamento para acessar o terminal ou aeronave. Isso mudou em 1995, quando construído o novo terminal do aeroporto e foi sob concessão pelo Estado chileno.

## Projeto Expansão do Aeroporto
O actual concessão terminou o ano de 2008, e, como anteriormente, durante o primeiro semestre do ano 2007, o Ministério das Obras Públicas Chile apelou para um novo concurso, que incluiu a expansão das infraestruturas existentes, motivada pela aumento de passageiros (484.789 passageiros no ano 2001, de acordo com a "Câmara Aeronáutica Civil') registada nos últimos 10 anos, o que coloca como o quarto maior aeroporto de tráfego a nível nacional, depois de Santiago, Puerto Montt e Antofagasta. O concurso foi adjudicado ao consórcio AEROTAS, formado por empresas TECS, Arrigoni de Investimento e de Engenharia e Construção SIPHON Ltda., E.U. Quem investiu cerca de US $ 12 milhões durante os próximos 10 anos.
Também está em estudo um projecto que iria ligar o aeroporto com a cidade de Iquique através de uma rodovia, devido ao aumento do fluxo de veículos na Via A-1 projecto que foi apresentado pelo MPO como um investimento no interesse do público em dezembro 2007. No entanto, a sua construção e operação não concretizaram até o ano 2011.
O terminal tem atualmente 2 níveis, 2 e 3 mangas de embarque fitas para o transporte de bagagem, e os abusos, bem como transporte e de locação de automóveis. O futuro alargamento poderia implicar a colocação de uma terceira manga, bem como de duplicar o seu actual espaço e da construção de uma nova torre controle.

## Terminal
| Companhias          | Destinos                                                                    |
| ------------------- | --------------------------------------------------------------------------- |
| Aerolínea Principal | Antofagasta, Santiago                                                       |
| Amaszonas           | La Paz                                                                      |
| Avianca (em breve)  | Lima, Tucumán - Inicia em 2017                                              |
| LAN Airlines        | Antofagasta, Arica, Calama, La Paz, Lima, Santa Cruz de la Sierra, Santiago |
| Sky Airline         | Antofagasta, Arica, Copiapó, Santiago                                       |